# Steatoda ancorata
Steatoda ancorata är en spindelart som först beskrevs av Holmberg 1876.  Steatoda ancorata ingår i släktet vaxspindlar, och familjen klotspindlar. Inga underarter finns listade i Catalogue of Life.